# Salillas
Salillas (aragónul Saliellas) település Spanyolországban, Huesca tartományban. Salillas Torres de Alcanadre, Huerto, Sesa, Antillón és Pertusa községekkel határos. Lakosainak száma 101 fő (2024).

## Népesség
A település népessége az utóbbi években az alábbiak szerint változott:
| Lakosok száma | 115  | 115  | 119  | 115  | 106  | 107  | 101  | 94   | 102  | 101  |
|               | 2001 | 2004 | 2007 | 2009 | 2012 | 2014 | 2017 | 2019 | 2022 | 2024 |